# Bert Steines
Peter Berthold „Bert” Steines (ur. 30 grudnia 1929 w Pfazel, obecnie dzielnicy Trewiru, zm. 21 września 1998 w Alten-Buseck) – niemiecki lekkoatleta, płotkarz, medalista mistrzostw Europy z 1954. W czasie swojej kariery reprezentował Republikę Federalną Niemiec.
Specjalizował się w biegu na 110 metrów przez płotki. Zdobył brązowy medal w tej konkurencji na mistrzostwach Europy w 1954 w Bernie, przegrywając jedynie z Jewhenem Bułanczykiem ze Związku Radzieckiego i Jackiem Parkerem z Wielkiej Brytanii. Na igrzyskach olimpijskich w 1956 w Melbourne odpadł w półfinale biegu na 110 metrów przez płotki.
Był mistrzem RFN w biegu na 110 metrów przez płotki w 1954 i 1955, wicemistrzem w 1953, 1956, 1957 i 1959 oraz brązowym medalistą w 1958. Zwyciężał również w biegu na 200 metrów przez płotki w latach 1951–1956. W hali był mistrzem RFN w biegu na 60 metrów przez płotki w latach 1954–1956 i 1958 oraz brązowym medalistą w 1959.
Wyrównał rekord RFN w biegu na 110 metrów przez płotki, należący od 1935 do Erwina Wegnera, wynikiem 14,5 s (27 sierpnia 1955 w Sztokholmie), a następnie poprawił go uzyskując czas 14,3 s 17 września 1955 w Hanowerze. Jego głównym rywalem był Martin Lauer.
Jego starszy brat Günther Steines był także znanym lekkoatletą, medalistą igrzysk olimpijskich z 1952.